# Borohydrure d'hafnium
Le borohydrure d'hafnium est un composé chimique de formule Hf(BH4)4. Il s'agit d'un complexe d'hafnium(IV) et d'ions tétrahydruroborate(III) BH4−. C'est le plus volatil des composés de l'hafnium, ce qui en fait un précurseur de choix pour la production de diborure d'hafnium HfB2 par dépôt chimique en phase vapeur (CVD),,.